# Septembre 1842

## Événements
- 9 septembre : fortement incitée par Dupetit-Thouars, la reine de Tahiti Pomare IV demande la protection de la France. Traité de protectorat.
  - Implantation française à Tahiti. Le consul de France Moerenhout réussit à convaincre la reine Pomare IV et les principaux chefs des îles Sous-le-Vent de demander le protectorat de la France (1847).

- 10 septembre : Victor Hugo commence la rédaction du texte des Burgraves.

- 14 septembre : les Britanniques envoient une expédition punitive à Kaboul qui fait sauter le Bazar et se retire.

## Naissances
- 9 septembre : Elliott Coues (mort en 1899), médecin-militaire, historien, écrivain et ornithologue américain.
- 13 septembre : Jan Puzyna de Kosielsko, cardinal polonais, évêque de Cracovie († 8 septembre 1911).
- 20 septembre :
  - James Dewar (mort en 1923), chimiste et physicien britannique.
  - Charles Lapworth (mort en 1920), géologue britannique.
- 21 septembre : Abdülhamid II, sultan ottoman (1876-1909).
- 22 septembre : Lucy Crane,  écrivaine, critique d'art et traductrice anglaise († 31 mars 1882).
- 24 septembre : Emma Livry, danseuse française.
- 27 septembre : Alphonse-François Renard (mort en 1903), géologue et minéralogiste belge.

## Décès
- 5 septembre : Juan Yust, matador espagnol (° 1807)
- 6 septembre : Jean-Baptiste Van Mons (né en 1765), pharmacien, chimiste, botaniste et agronome belge.
- 15 septembre : Peter Ewart (né en 1767), ingénieur britannique.
- 21 septembre : James Ivory (né en 1765), mathématicien écossais.